# Вида Тауфер
Вида Тауфер (на словенски: Vida Taufer) е словенска писателка и поетеса на произведения в жанра лирика. Считана е сред най-видните представителки на словенската лирика.

## Биография и творчество
Родена е на 15 юни 1903 г. в Загорие об Сави, Австро-Унгария, в семейство на пазач на мина, по-късно собственик на кариера за варовик и къщи в Загорие и в Лития. Има 4 братя и сестри. До 1916 г. учи в Загорие, а до 1919 г. в лицея за момичета в Любляна. През 1919 г. се разболява много тежко от грип и заради влошено си здраве се мести в Марибор. Пише първите си стихотворения на дванадесет години и започва да публикува стихове още в средното училище през 1920 г. Родителите ѝ умират почти едновременно през 1921 г. и тя се грижи за другите деца. Завършва колеж за учители в Марибор през 1923 г.
След дипломирането си преподава на различни места в Словения в продължение на две десетилетия – Загорие об Сави (1923 – 1928), в Римске Топлице за кратко, и Стична (1928 – 1944). През 1944 г. взрив унищожава къщата ѝ и тя се мести в Любляна при сестра си и при поетесата Лили Нови. След войната, от 1945 г. работи в Министерството на образованието, където се пенсионира преждевременно през 1950 г. по здравословни причини.
Включва се в кръга около списание „Lepa Vida“ (Лепа Вида) и поета Сречко Косовел. Авторка е на няколко стихосбирки – „Повеи на вятъра“ (1938), „Кръстният път“ (1941), „Избрани листи“ (1950) и „Ярки плодове“ (1961). Произведенията ѝ са превеждани на чешки, словашки, италиански, английски, немски и др.
През 1957 г. се мести в предградието на Любляна, Бокалце, където въпреки силно влошеното си здраве продължава да твори.
Вида Тауфер умира на 18 октомври 1966 г. в Любляна, Словения.

## Произведения

### Поезия
- Veje v vetru (1938)
- Križev pot (1941)
- Izbrani listi (1950)
- Svetli sadovi (1961)

### Детска литература
- Mojca in živali (1952) – пиеса за деца